# Lausen (Leipzig)

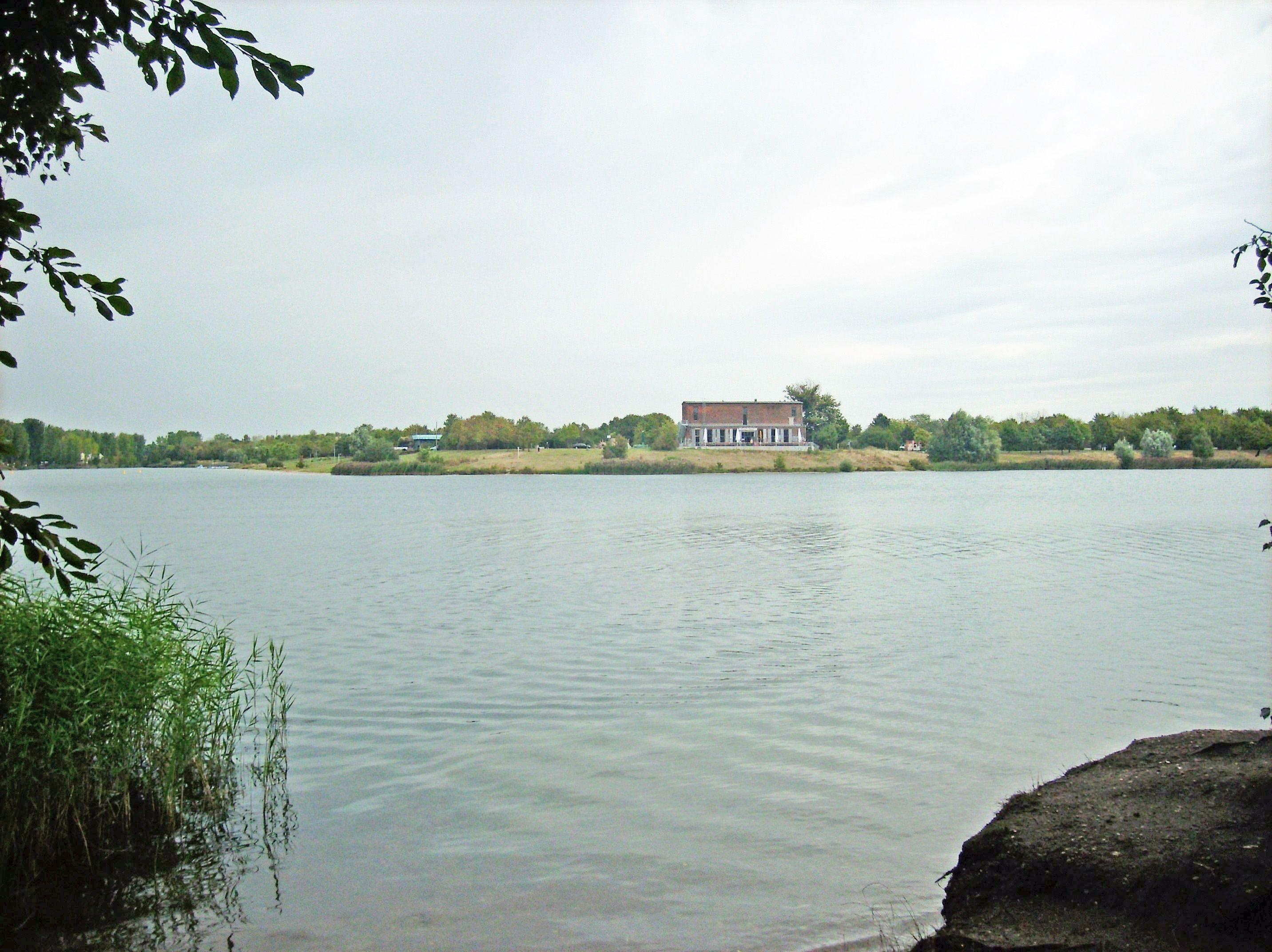
Kulkwitzer See mit Blick auf das Lausener Ufer

Lausen war von 1838 bis 1994 eine selbstständige Gemeinde westlich von Leipzig, die die Gemarkung Lausen mit dem Dorf Lausen umfasste. Seit dem 1. Januar 1995 gehört es zur Stadt Leipzig. Lausen liegt am Ostufer des Kulkwitzer Sees.

## Geschichte

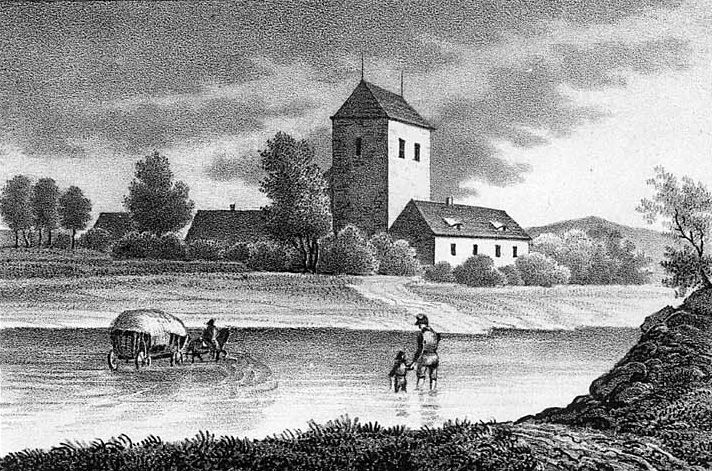
Dorfkirche Lausen, um 1850

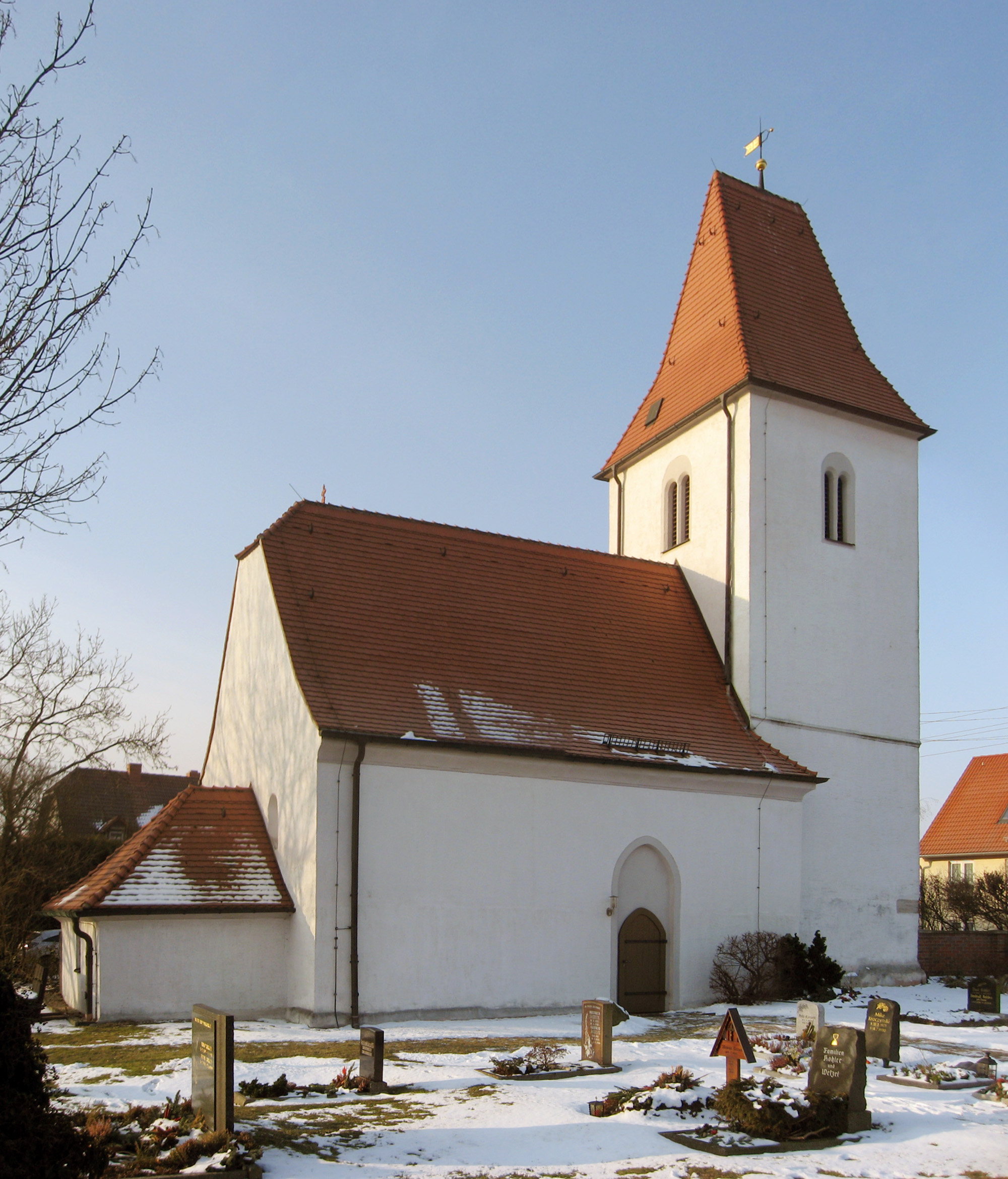
Kirche 2010

Das Dorf Lausen wurde von slawischen Siedlern als Runddorf am Ostufer des Zschampert (zwischen Göhrenz im Süden und Großmiltitz im Norden) am Westhang der Dehlitz-Rückmarsdorfer Endmoräne angelegt. Im Jahre 1234 wurde es erstmals urkundlich als Lusene (slawisch: Wiesenland) erwähnt.
Landesherr war seit dem 13. Jahrhundert der Bischof von Merseburg (bis 1562). Nach der Umwandlung des Bistums in ein weltliches Stift fungierten von 1562 bis 1656 die Kurfürsten von Sachsen, von 1656 bis 1738 die Herzöge von Sachsen-Merseburg und von 1738 bis 1918 die Kurfürsten (seit 1806 Könige) von Sachsen als Landesherr. Sowohl innerhalb des Stifts Merseburg als auch im Herzogtum Sachsen-Merseburg gehörte das Dorf Lausen in das Amt Lützen. Nach Rückfall des Herzogtums Sachsen-Merseburg an das Kurfürstentum Sachsen kam Lausen um 1740 an das Kreisamt Leipzig, zu dem es im Jahr 1744 bereits gehörte.
Das Dorf Lausen gehörte seit 1551 zur Grundherrschaft des Rittergutes Großzschocher, damit unterstand es juristisch dem Patrimonialgericht Großzschocher. Im Jahr 1665 kam es an die Familie von Miltitz (auf Scharfenberg, bei Meißen). Seit 1683 gehörte es zum Rittergut Knauthain, das 1848 in Lausen ein Vorwerk errichtete.
Im Jahr 1835 umfasste das Dorf, Laußen geschrieben, 7 Magazinhufen Land, 22 Häuser und 121 Einwohner. Mit der Landgemeindeordnung von 1838 wurde das Dorf Lausen eine Landgemeinde und erhielt das Recht zur Selbstverwaltung; die untere Gerichtsbarkeit blieb jedoch bis zum 1. Oktober 1856 beim Patrimonialgericht Knauthain.
Von 1873 bis 1952 gehörte die Landgemeinde Lausen zur Amtshauptmannschaft Leipzig, von 1952 bis 1994 zum Kreis Leipzig-Land, vom 1. August 1994 bis zum 31. Dezember 1994 zum Landkreis Leipziger Land. Am 1. Dezember 1910 hatte Lausen 353 Einwohner.
Durch die 1897 eröffnete Bahnstrecke Plagwitz–Pörsten erhielt die Gemeinde einen Bahnhof. Der Zug nach Pörsten wurde im Volksmund Express London-Lützen-Lausen genannt. Der Verkehr wurde 1998 eingestellt und die Trasse 2005 demontiert. Das Bahnhofsgebäude ⊙ blieb erhalten und wird heute privat genutzt. Auf der ehemaligen Bahntrasse führt von Lausen aus der Elster-Saale-Radweg in Richtung Westen.
Bereits im 19. Jahrhundert begann südlich von Lausen der Braunkohleabbau, zunächst unter Tage. Die Leipziger Braunkohlenwerke AG verfügte 1926 über einen Grundbesitz von 548 Hektar, darunter das Rittergut Gärnitz und fast die ganze Flur Kulkwitz, außerdem Teile der Fluren Quesitz, Markranstädt, Lausen, Göhrenz, Albersdorf und Seebenisch und der angrenzenden preußischen Fluren Schkeitbar, Schkölen und Thronitz. 1936 wurde vom untertägigen Abbau auf Tagebau umgestellt und dieser wurde in Richtung Lausen ausgedehnt, was die Landschaft in dieser Umgebung stark veränderte. Durch den Tagebau wurde auch der direkte Verbindungsweg zwischen Lausen und Markranstädt unterbrochen.

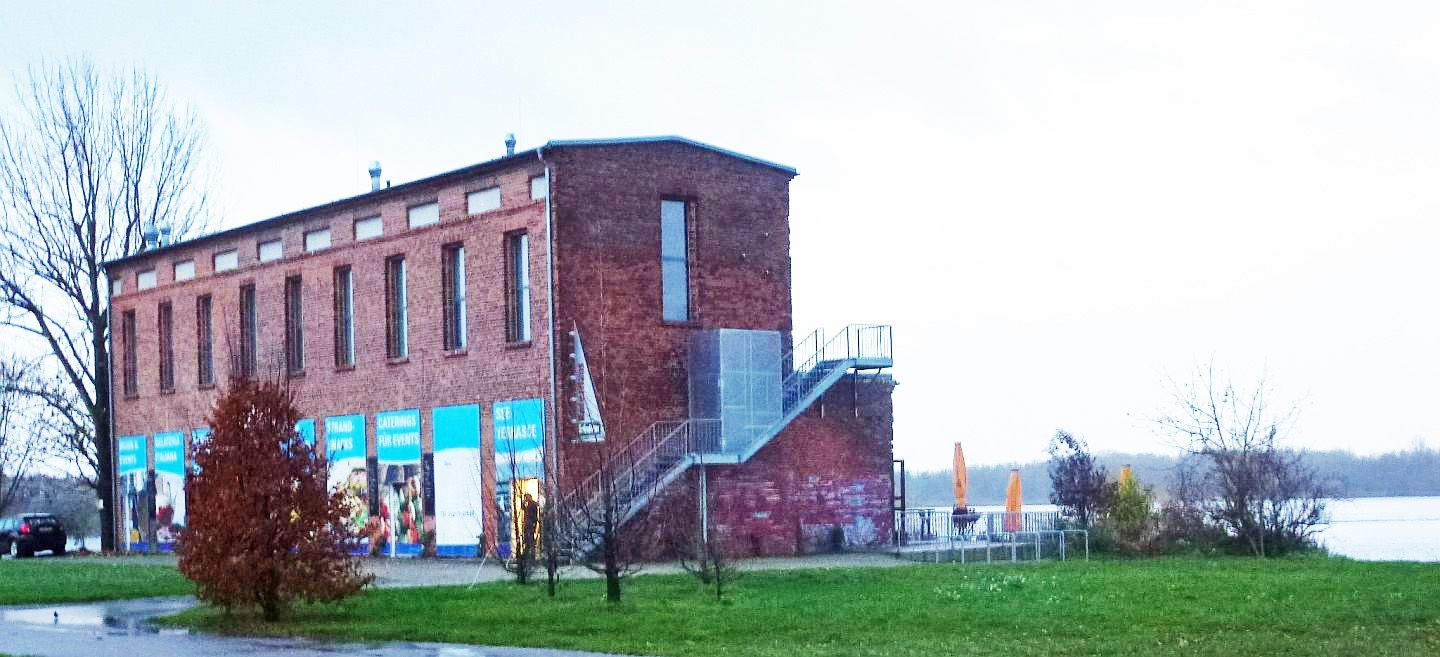
Gaststätte Rotes Haus am Kulkwitzer See

Nachdem der letzte Tagebau auf Kulkwitzer Flur ausgekohlt war, begann 1962 die Flutung der beiden Restlöcher, aus denen der Kulkwitzer See entstand. Die beiden Restlöcher trennte ein noch 1980 sichtbarer Erddamm. Dieser befand sich in der Nähe des großen Backsteinbauwerkes westlich von Lausen, das früher als Transformatorenstation des Tagebaues (heute: Gaststätte Rotes Haus) gedient hatte.
1973 wurde der Kulkwitzer See als Naherholungsgebiet freigegeben.1979/81 wurde ein Badestrand bei Lausen angelegt. Westlich von Lausen entstand in den Jahren 1974 bis 1980 eine Bungalowsiedlung mit insgesamt 141 Sommerhäusern.
Im Dezember 1979 wurde ein Teil der Gemarkung Lausen (70,83 ha) in die Stadt Leipzig eingemeindet, um diese Fläche mit dem Südteil des Wohnkomplexes 8 des Neubaugebietes Grünau zu bebauen. Im November 1985 wurde Lausen an das Straßenbahnnetz der Stadt Leipzig angeschlossen. Durch den nahen See und die Anbindung an das Straßenbahnnetz wurde Lausen zur begehrten Wohnlage.
Am 31. Dezember 1994 war Lausen 2,38 km² groß und hatte 405 Einwohner.
Am 1. Januar 1995 wurde die Gemeinde Lausen in die Stadt Leipzig eingemeindet. Seitdem gehört das ehemalige Gemeindegebiet zum Ortsteil Lausen-Grünau im Stadtbezirk West.

## Bevölkerung
Angaben sind nur für den gesamten Ortsteil Lausen-Grünau verfügbar.
| Jahr | Einwohner |
| ---- | --------- |
| 2000 | 16.372    |
| 2005 | 13.266    |
| 2010 | 11.512    |
| 2015 | 12.309    |
| 2020 | 13.296    |
| 2024 | 14.536    |

Stand: 31.12. des jeweiligen Jahr

## Gedenkstätten
Auf dem Ortsfriedhof befinden sich die Grabstätten und ein Gedenkstein für zwei namentlich bekannte sowjetische Kriegsgefangene, die 1942 Opfer von Zwangsarbeit wurden.